# 광주초등학교
광주초등학교는 대한민국 경기도 광주시 경안동에 있는 공립 초등학교이다.

## 학교 연혁
- 1918년 11월 15일 광주공립보통학교 설립인가
- 1938년 4월 1일 광주공립심상소학교로 개칭[1]
- 1941년 4월 1일 광주공립국민학교로 개칭[2]
- 1956년 3월 1일 광남분교 설립 인가
- 1973년 3월 2일 목현분교 설립 인가
- 1992년 3월 1일 경안국민학교(1129명) 분리 이관
- 1996년 3월 1일 광주초등학교 교명 변경[3]
- 2011년 5월 31일 본관 리모델링(그린스쿨 공사) 준공
- 2018년 11월 11일 개교 100주년 기념 광주초등학교 역사관 개관
- 2021년 3월 1일 제37대 김미영 교장 취임
- 2022년 1월 5일 제101회 졸업식(163명, 누계 25023명)
- 2022년 3월 1일 47학급 편성(특수 3, 유치원 2)

## 학교 상징
- 교화 : 장미 - 정열, 청결, 아름다움을 나타낸다.
- 교목 : 느티나무 - 유구한 역사와 전통, 관용과 자비를 나타낸다.

## 참고 자료
- 광주초등학교 - 한국교육학술정보원 학교알리미